# Werner Schröder (Philologe)
Werner Schröder (* 13. März 1914 in Vaethen; † 11. Juli 2010 in Marburg) war ein deutscher Philologe und germanistischer Mediävist.
Nach dem Studium der Geschichte, der deutschen und englischen Philologie und der Philosophie an der Universität Halle promovierte er 1938 bei Hans Herzfeld über die britische Vorkriegspolitik in Vorgeschichte und Verlauf der Balkankrise 1912. Anschließend habilitierte er sich bei Georg Baesecke mit einer Arbeit zur althochdeutschen Glossenforschung; kriegsbedingt gab es jedoch eine Unterbrechung von mehreren Jahren im Habilitationsverfahren. Zum Zweiten Weltkrieg wurde Schröder von der Wehrmacht eingezogen und geriet schließlich in jugoslawische Kriegsgefangenschaft. Von 1948 bis 1953 arbeitete Schröder als Archivar am Landeshauptarchiv von Sachsen-Anhalt in Magdeburg, dann wurde ihm die Venia Legendi als Dozent für deutsche Philologie verliehen. 1959 nutzte er einen Ruf an die Universität Marburg, um die DDR zu verlassen. In Marburg übernahm er den Lehrstuhl von Ludwig Wolff. Rufe an andere Universitäten in den Folgejahren (Göttingen 1964, Graz 1969) lehnte er ab, 1982 wurde er emeritiert. Schröder war Mitglied in mehreren wissenschaftlichen Gesellschaften, unter anderem der Akademie der Wissenschaften und der Literatur Mainz und der Wissenschaftlichen Gesellschaft an der Universität Frankfurt/ Main. In Lehre und Forschung beschäftigte er sich viel mit den klassischen Werken der mittelhochdeutschen Epik, speziell mit Wolfram von Eschenbach, sowie mit editionsphilologischen Fragen. Von 1974 bis 1988 war er Erster Vorsitzender der Wolfram von Eschenbach-Gesellschaft.
Zu Schröders wissenschaftlichem Wirken schreibt Kurt Gärtner: „In der Forschung hatte er sich in Halle noch mit Arbeiten zur neueren Sprachwissenschaft, zum Gotischen und Althochdeutschen beschäftigt, in Marburg wurde das Mittelhochdeutsche zu seinem zentralen Arbeitsfeld. Zunächst war es die geistliche Dichtung des 12. Jahrhunderts, dann immer mehr die Klassik um 1200 mit dem Nibelungenlied und den Werken der großen deutschen Dichter des Mittelalters, Heinrichs von Veldeke, Hartmanns von Aue, Gottfrieds von Straßburg und vor allem Wolframs von Eschenbach, denen er grundlegende Studien widmete. Nicht nur die Willehalm-Ausgabe, sondern weitere zentrale Editionen, darunter auch eine des ‚Ackermanns von Böhmen‘ von Johannes von Saaz erschienen in dichter Folge. Prinzipielle Fragen der Überlieferung und Edition mittelalterlicher Texte beschäftigten ihn in den letzten Jahren in zunehmendem Maße. Publiziert wurden seine Arbeiten seit den 1980er Jahren überwiegend in den Abhandlungen der Mainzer Akademie und der Frankfurter Wissenschaftlichen Gesellschaft, denen er als ordentliches Mitglied angehörte. Als Vorsitzender der Akademie-Kommission für deutsche Philologie hat er maßgeblich an den germanistischen Vorhaben der Akademie mitgewirkt, so unter anderem an der Marburger Büchner-Ausgabe und der Valentin-Weigel-Ausgabe. Seinem beharrlichen Einsatz und Wirken verdankt auch das Prestige-Projekt der Altgermanistik, das große neue Mittelhochdeutsche Wörterbuch, das seit 2000 an einer Arbeitsstelle der Göttinger Akademie und an einer Arbeitsstelle der Mainzer Akademie an der Universität Trier ausgearbeitet wird, die entscheidende Initiative.“